# Winning a Widow
Winning a Widow er en amerikansk stumfilm fra 1912 af Sidney Olcott.

## Medvirkende
- J.J. Clark som Jim White.
- Gene Gauntier.
- J.P. McGowan.
- George Hollister Jr..
- James B. Ross.